# Intermedium
Intermedium ma dwa znaczenia:
- w literaturze, znane także jako interludium, utwór sceniczny, wykonywany w średniowieczu, między kolejnymi scenami misteriów. Zazwyczaj miał charakter komiczny, z tego typu przedstawień wzięła początek farsa

- w muzyce i balecie, znane także jako interludium, wstawka muzyczno-sceniczna, popularna w XVI i XVII w., o charakterze komicznym, wykonywana między aktami sztuki teatralnej. W XVI w. intermedium zaczęło się przeradzać w intermezzo, z którego powstały opera, opera buffa i balet jako samodzielne formy teatralne[1][2].